# Шарл Албер Гоба
 Шарл Албер Гоба (на френски: Charles Albert Gobat) е швейцарски политик, почетен секретар на Постоянното международно бюро за мир в Берн. За дейността му в Интерпарламентарения съюз е удостоен, заедно с Ели Дюкомен, с Нобелова награда за мир за 1902 г.

## Произход и младежки години (1843 – 1868)
Роден е на 21 май 1843 година в Трамелан, кантон Берн, Швейцария, в семейството на протестантски свещеник. След завършване на средното си образование учи философия, история и литература в Базелския, Бернския и Хайделбергския университет. След като през 1867 г. получава докторска степен по право от Хайделберг, Гоба се занимава известно време с икономика и международно право в Сорбоната и Колеж дьо Франс в Париж.
През 1868 г. се връща в Швейцария и започва да чете лекции в Бернския университет. След това се премества в съседния град Делемон, където открива юридическа кантора.

## Политическа и научна дейност (1869 – 1906)
Гоба заема една след друга няколко обществени длъжности, а през 1882 е избран в Големия съвет на Берн – законодателното събрание на кантона. През същата година е назначен за попечител на Бернския департамент за народно образование и заемайки този пост двадесет и четири години, осъществява ред прогресивни реформи. Гоба въвежда в учебните планове професионалното обучение, успява да издейства заделяне на държавни средства за курс по изкуствознание и разширява програмата по естествознание и съвременни езици за сметка на класическите. Той убеждава администрацията на Бернския университет да открие курсове за възрастни и помага да се събират средства за общообразователни програми. Едновременно с това Гоба запазва активността си и в местната, и в националната политика. През 1884 г. е избран в Съюзния съвет на Швейцария, а две години по-късно става президент на бернския кантон. През 1890 г. влиза в Националния съвет, където остава до края на живота си.
Интересът към международното право и политика насочва Гоба към Движението за мир, което в края на ХІХ век набира сили в Европа. През 1889 г. той присъства на първата конференция на Междупарламентарния съюз, основан една година преди това от Фредерик Паси и Уилям Рандъл Кримър. Целта на Съюза е да активизира парламентаристите в Европа и да сближава позициите им чрез обсъждане на проблемите и разногласията. Особено близка му е пропагандираната от Съюза идея за международния арбитраж, защото смята, че споразумението за арбитража е задължително условие за мирното съществуване. Като ръководител на швейцарската делегация на третата конференция на Междупарламентарния съюз в Рим (1891 г.) Гоба проявява такава енергия, че му предлагат да организира заседание на Съюза в Берн. На него той е избран за директор на Междупарламентарното бюро – административен орган, който координира дейността на Съюза в отделните страни, приема нови членове и свиква ежегодните конференции. Освен това от 1893 до 1897 г. Гоба редактира ежемесечното издание на Съюза „Междупарламентарна конференция“ и написва кратка история на организацията.
Като пренася интернационалните си възгледи в сферата на политиката, Гоба прокарва през 1902 г. в Швейцария закон, предвиждащ арбитраж за търговските договори. Законодателите приемат във всички швейцарски договори да се включва параграф за даване на неразрешимите спорове в Международния хагски съд. Същата година получава Нобелова награда за мир.
Две години след получаването на Нобеловата награда Гоба оглавява швейцарската делегация на конференцията на Междупарламентарния съюз в Сейнт Луис (щат Мисури, САЩ). Там му е възложено да предаде на Теодор Рузвелт петиция за съдействие по свикването на Втора мирна конференция в Хага, която се провежда през 1907 г.

## Следващи години (1906 – 1914)
След смъртта на Ели Дюкомен през 1906 г. Гоба заема поста му на директор на Международното бюро за мир, център за разпространение на информация за мирното движение. Така от 1906 до 1909 г. той стои начело на двете най-големи миротворчески организации. Когато щабквартирата на Междупарламентарния съюз се премества през 1909 г. в Брюксел, Гоба напуска ръководния си пост в Бюрото и правителството на Бернския кантон (1911 г.), но продължава да работи в името на мира: излиза книгата му „Европейският кошмар“ (на френски: Le Cauchemar de l'Europe), в която се подчертава опасността от надпреварата във въоръжаването. За последен път Гоба председателства конференцията на Междупарламентарния съюз през 1912 г.
Една година по-късно той организира среща между френските и германските парламентаристи, където се обсъжда въпросът за ограничаване на надпреварата във въоръжаването, но срещата остава безрезултатна. Гоба не доживява до началото на световната война: по време на заседание на Международното бюро за мир в Берн на 16 март 1914 г. той умира от удар, на 70-годишна възраст.